# Historia de la experimentación con animales
La  historia de experimentación con animales es usada antes que en seres humanos gracias a que primero se ve el resultado con el animal para ver si no tiene un resultado maligno.
La  experimentación con animales se remonta a los escritos de los griegos en los siglos 4 y 3 antes de Cristo, Estando entre los primeros en realizar experimentos en animales vivos Aristóteles (385-322 aC) y Erasístrato (304-250 aC). Galeno, médico romano del siglo II, disecaba a cerdos y cabras vivas, por lo que es conocido como el "padre de la vivisección." 

## Antigüedad
La idea de utilizar animales para saber qué le pasa al mundo que nos rodea, no es nueva. Muchos métodos de adivinación se valieron de las entrañas de los animales, como en la antigua Mesopotamia fueron los Bārûtu y en la antigua Roma fueron los arúspice
Con la llegada del pensamiento racional, surge una curiosidad por conocer el porqué de los procesos que realizamos, de forma más objetiva.
El primer experimentador biológico del cual se tenga noticia histórica es Alcmeón de Crotona, el cual demostró la función del nervio óptico al seccionarlo provocando la ceguera de un animal, en el año 450 a. C.
Aristóteles (384-322 a. C.) se valió de ellos para elaborar su obra Historia animalium.
En el Corpus hippocraticum de la escuela de Hipócrates (alrededor del año 300 a. C.), se describe una experiencia en la que se seccionó la garganta a un cerdo para comprobar el proceso de la deglución.
En Alejandría, Herófilo (330-250 a. C.) demostró la diferencia funcional entre nervios y tendones con estudios anatómicos de animales.
Otro médico, amigo de Herofilo, Erasístrato (304–250 a. C.) presentó trabajos y descubrimientos que le hacen precursor de la neurofisiología y la neurología en el periodo helenístico. Puede ser también considerado fundador de la fisiología experimental, pues hizo muchos descubrimientos realizando experimentos con animales. Descubrió que el esplenio, la vesícula biliar y otras partes del cuerpo no son vitales para la vida.
El rey Mitrídates VI, (132-63 a. C.) efectuaba ensayos en prisioneros, quizá también en animales, sobre la acción tóxica de los venenos y su protección mediante antídotos.
En el Imperio Romano, Galeno (130-210 d. C.) practicó técnicas de disección en abundancia realizándolas en distintas especies diferentes. En sus estudios no solo se describe la anatomía sino que se interpreta gran cantidad de funciones como la de los pulmones y la del corazón.
Cabe recalcar que las disecciones estaban prohibidas en el imperio Romano, a excepción de la ciudad de Alejandría.

## Edad Media
En el mundo árabe la disección de humanos estaba prohibida,. mas no la de animales. En el mundo árabe Ibn Zuhr (Avenzoar) un médico árabe de la España musulmana en el siglo XII, que practicaba la disección, presentó las pruebas con animales como el método experimental para probar los procedimientos quirúrgicos antes de aplicarlos a pacientes humanos. En 1242, un médico árabe Ibn al-Nafis, de trascendencia polémica en la medicina occidental, proporciona descripciones precisas de la circulación de la sangre en los mamíferos. Una descripción más completa de esta circulación más tarde fue proporcionada en el siglo XVII por William Harvey.
La Europa cristiana no ejerció una prohibición universal de la disección y la autopsia del cuerpo humano y los exámenes se llevaron a cabo regularmente desde al menos el siglo XIII. Debido a esto la disección con animales no era la mejor opción, y recién el uso de estos se retomó cuando se trataba de evaluar el funcionamiento del cuerpo, dada la imposibilidad ética de hacerlos experimentos en un humano.

## Avances de ciencia básica

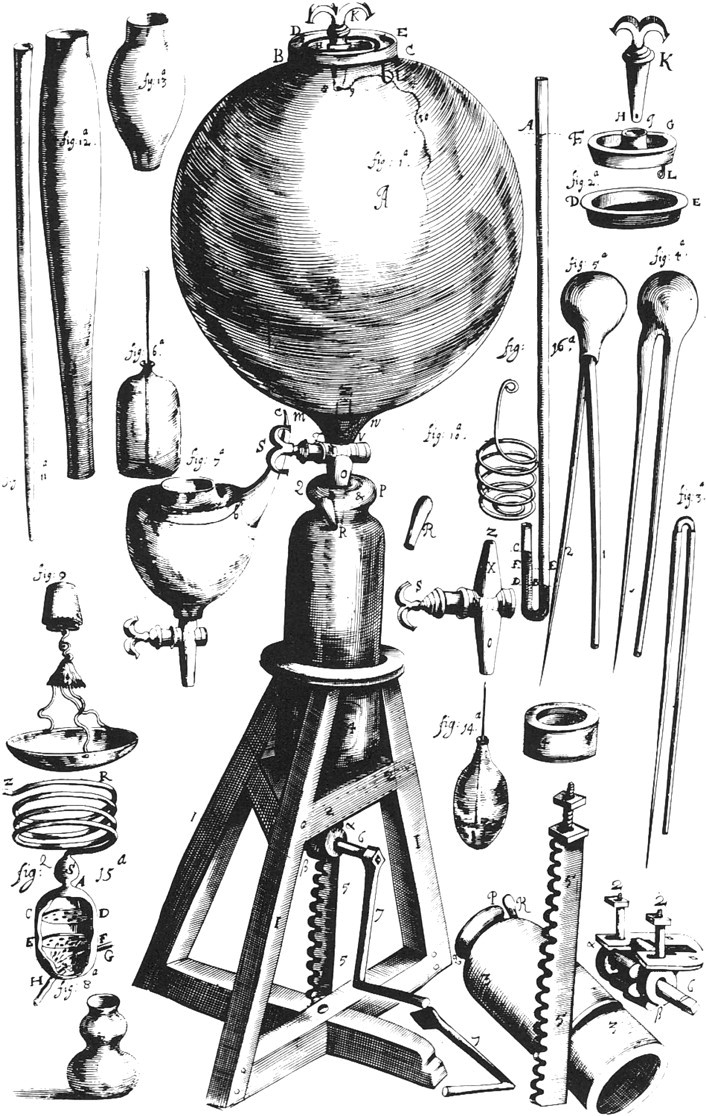
Bomba de aire de Boyle

En su inacabada novela utópica, Nueva Atlantis, el científico y filósofo Francis Bacon propuso un centro de investigación que contiene "parques y recintos de todo tipo de bestias y aves que se usan para disecciones y ensayos;... que con ello se puede dar luz a lo que fue forjado en el cuerpo del humano”.

En la década de 1660, el físico Robert Boyle llevó a cabo muchos experimentos con una bomba para investigar los efectos del aire enrarecido. Enumeró dos experimentos en animales vivos: El "experimento 40", que puso a prueba la capacidad de los insectos para volar bajo la presión reducida del aire, y el dramático "Experimento 41", lo que demuestra la dependencia de las criaturas vivas en el aire para su supervivencia. Boyle realizó numerosos ensayos durante las cuales colocaba una gran variedad de animales, incluyendo aves, ratones, anguilas, caracoles y moscas, en el recipiente de la bomba y estudió sus reacciones mientras retiraba el aire. A continuación, se describe sus anotaciones sobre una lesionada alondra:
... El pájaro por un tiempo lo de veía lo suficientemente animado; pero con una mayor extracción del aire, comenzó manifiestamente a decaer y a parecer enfermos, y muy poco después la vi con convulsiones tan violentas e irregulares, como uno acostumbra observar en aves de corral, cuando sus cabezas se retuercen: El pájaro se levantó una y otra vez, dos o tres veces, tendido con el pecho hacia arriba, con la cabeza hacia abajo, y su cuello doblado.

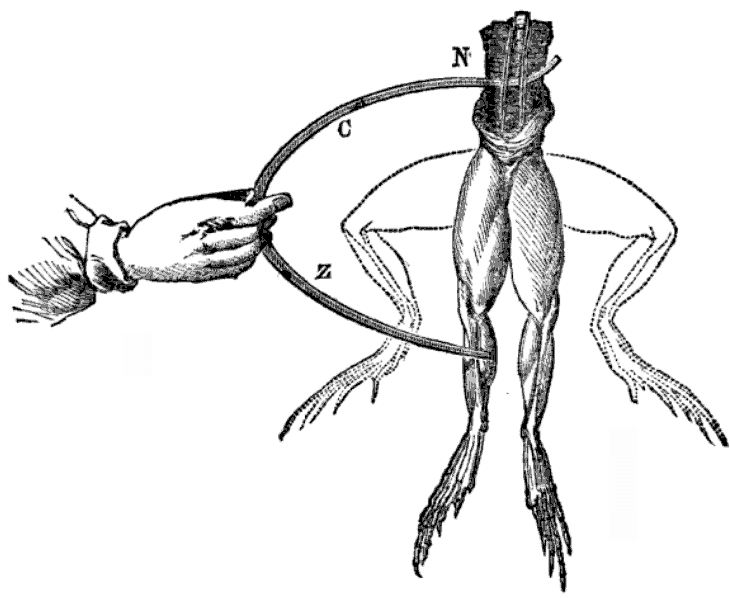
Piernas de rana usadas para el experimento de Galvani

En el siglo 18, Antoine Lavoisier, utilizó un conejillo de indias en un calorímetro para demostrar que la respiración era una forma de combustión, y Stephen Hales midió la presión arterial en el caballo. En la década de 1780, Luigi Galvani demostró que la electricidad aplicada al músculo de la pierna de una rana muerta, disecada, se contrae, lo que llevó a una apreciación de la relación entre la electricidad y la animación. En la década de 1880, Louis Pasteur demostró, convincentemente, la teoría de los gérmenes en la medicina, dando ántrax a las ovejas. En la década de 1890, Iván Pávlov utilizó perros para describir el condicionamiento clásico.

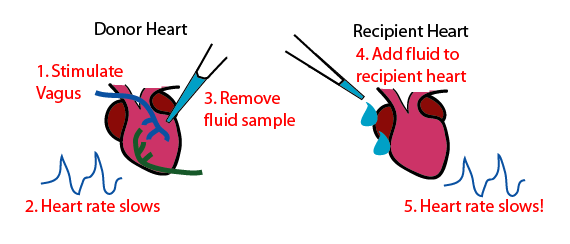
Esquema del experimento de Otto Loewi

En 1921 Otto Loewi proporcionó la primera evidencia sólida de que la comunicación neuronal con las células objetivo se produjo a través de las sinapsis químicas. Extrajo dos corazones de las ranas y los dejó latir en un baño iónico. El estimulaba el nervio vago adjunto del primer corazón, y observó que sus latidos se desaceleraban. Cuando el segundo corazón se colocó en el baño iónico de la primera, sus latidos también se redujeron.
En la década de 1920, Edgar Adrian formuló la teoría de la comunicación neural que la frecuencia de potenciales de acción, y no el tamaño de los potenciales de acción, eran las bases para comunicar la magnitud de la señal. Su trabajo se realizó en un nervio y músculo aislado de rana. Adrian fue galardonado con el Premio Nobel por su trabajo.
En la década de 1960 David Hubel y Torsten Wiesel demostraron la organización macrocolumnar de áreas visuales en los gatos y monos, y proporcionaron pruebas fisiológicas para el período crítico en el desarrollo de la sensibilidad dispar en la visión (es decir: la señal principal de la percepción de profundidad), y fueron premiados un Premio Nobel por su trabajo.
En 1996 nació la oveja Dolly, el primer mamífero clonado de una célula adulta.

## Avances médicos
En los años 1880 y 1890, Emil von Behring aisló la toxina diftérica y demostró sus efectos en los conejillos de indias. Luego pasó a demostrar la inmunidad contra la difteria en animales, en 1898, mediante la inyección de una mezcla de toxina y antitoxina. Este trabajo constituye, en parte, la razón de la concesión en 1901 a von Behring del Premio Nobel de Fisiología y Medicina. Alrededor de 15 años después, von Behring publicó una mezcla tan adecuada para la inmunidad humana que desterró, en gran medida, a la difteria. El éxito de los estudios con animales en la producción de la antitoxina diftérica se atribuyen por algunos como una de las causas de la decadencia al principio del siglo XX del movimiento antiviviseccionista en los EE. UU.

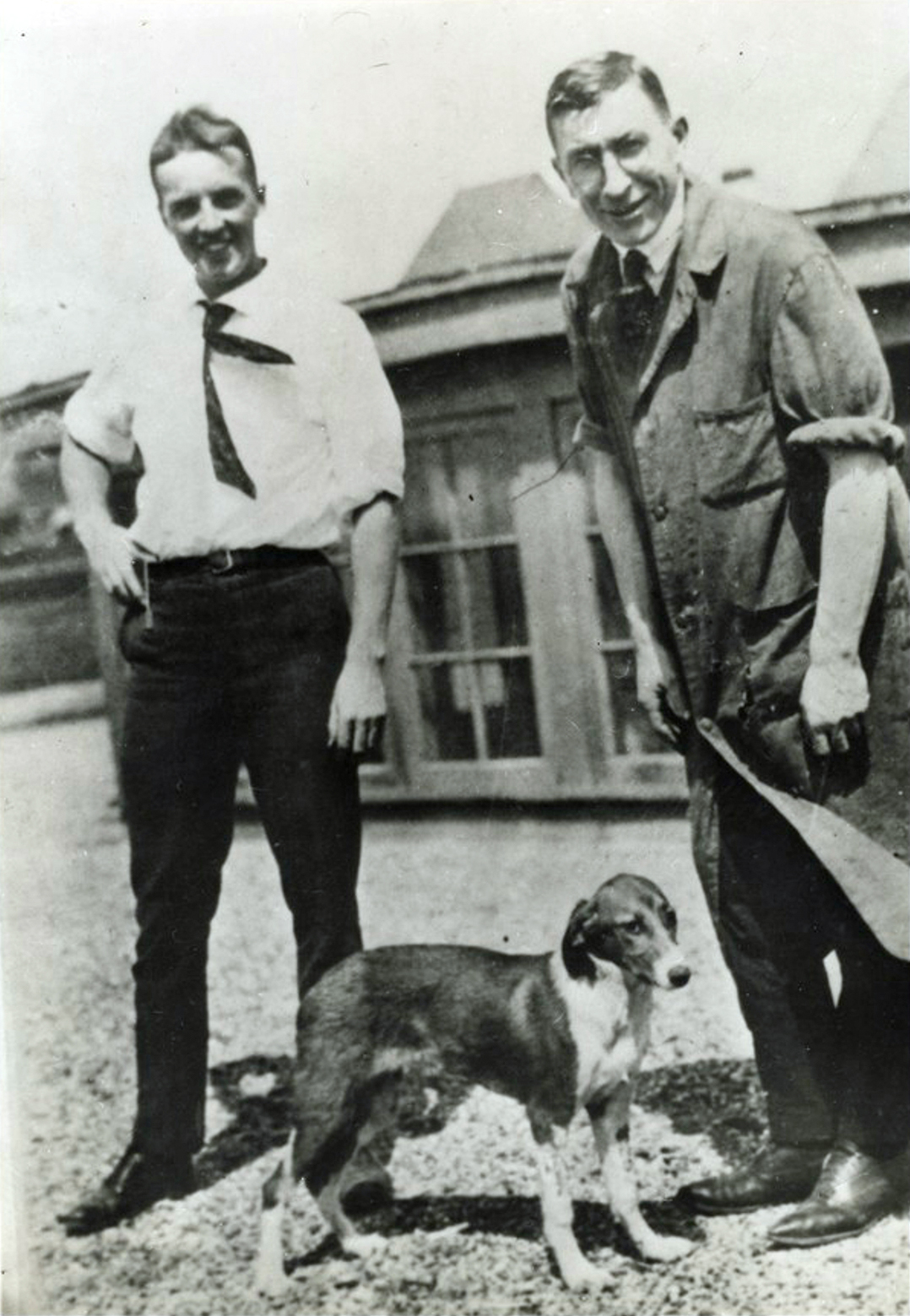
Frederick Banting y Charles Best

En 1921, Frederick Banting ató los conductos pancreáticos de perros, y descubrió que los aislados de la secreción pancreática podrían utilizarse para mantener a los perros con diabetes vivos. Siguió estos experimentos con el aislamiento químico de la insulina en 1922 con John MacLeod. Estos experimentos utilizaron fuentes bovinas en lugar de los perros para mejorar el suministro. La primera persona tratada fue Leonard Thompson, un diabético de 14 años de edad, diagnosticado con la enfermedad en 1919, que solamente pesaba 65 libras y estaba a punto de caer en coma y morir. Después de la primera dosis, la formulación tuvo que ser reelaborada, proceso que tomó 12 días. La segunda dosis fue eficaz. Estos dos ganaron el Premio Nobel de Fisiología y Medicina en 1923 por su descubrimiento de la insulina y su tratamiento de la diabetes mellitus. Thompson vivió 13 años más al tratamiento con insulina. Antes del uso clínico de la insulina, un diagnóstico de diabetes mellitus significaba la muerte.
En 1943, el laboratorio de Selman Waksman descubrió la estreptomicina utilizando una serie de pantallas para encontrar sustancias antibacterianas del suelo. Waksman acuñó el término antibiótico con respecto a estas sustancias. Waksman ganaría el Premio Nobel de Fisiología o Medicina en 1952 por sus descubrimientos en antibióticos. Corwin Hinshaw y William Feldman tomaron las muestras de estreptomicina y curaron de tuberculosis a cuatro cobayos infectados. Hinshaw siguió estos estudios con ensayos en humanos, lo que proporcionó un avance espectacular en la capacidad de detener y revertir la progresión de la tuberculosis. La mortalidad por tuberculosis en el Reino Unido disminuyó desde principios del siglo XX debido a una mejor higiene y una mejor forma de vivir, pero desde que se introdujeron los antibióticos, la caída acrecentó, de modo que para la década de 1980 la mortalidad en los países desarrollados era efectivamente cero.
En la década de 1940, Jonas Salk utilizó monos Rhesus en sus estudios de contaminación cruzada para aislar las tres formas de la poliovirus que afectaba a cientos de miles cada año. El equipo de Salk creó una vacuna contra las cepas de la poliomielitis en cultivos celulares de células de riñón de mono Rhesus. La vacuna se puso a disposición del público en 1955, y redujo la incidencia de la poliomielitis de 15 veces en los EE. UU. durante los cinco años siguientes. Albert Sabin hizo una vacuna superior "en vivo" al pasar el virus de la poliomielitis a través de variedad de animales, incluidos monos. La vacuna fue producida para el consumo masivo en 1963 y todavía está en uso hoy en día. A causa de esto, la poliomielitis está prácticamente erradicada en los EE. UU. por el año 1965. Se ha estimado que 100.000 monos Rhesus murieron en el curso del desarrollo de las vacunas contra la polio, y 65 dosis de la vacuna se producen a partir de cada mono. Escribiendo en el Winston-Salem Journal en 1992, Sabin dijo "Sin el uso de animales y seres humanos, habría sido imposible adquirir el conocimiento importante que se necesita para evitar mucho sufrimiento y muerte prematura, no solo entre los seres humanos, sino también entre los animales.
También en la década de 1940, John Cade probo sales de litio en cobayos en la búsqueda de productos farmacéuticos con propiedades anticonvulsivantes. Los animales parecían más tranquilos en su estado de ánimo. Luego probó litio en sí mismo, antes de usarlo para tratar la manía recurrente. La introducción de litio revolucionó el tratamiento de los maníaco-depresivos por la década de 1970. Antes de la experimentación con animales de Cade, maníaco-depresivos fueron tratados con la lobotomía o la terapia electro-convulsiva.
En la década de 1950 el primer anestésico volátil seguro, el halotano, se desarrolló a través de estudios en roedores, conejos, perros, gatos y monos. Esto allanó el camino para una nueva generación de anestésicos generales modernos, también desarrollados por los estudios en animales, sin la cual operaciones quirúrgicas complejas modernas serían prácticamente imposibles.
En 1960, Albert Starr fue pionero en la cirugía de reemplazo válvula cardíaca en los seres humanos después de una serie de avances quirúrgicos en los perros. Él recibió el Premio Medical Lasker en 2007 por sus esfuerzos, junto con Alain Carpentier. En 1968 Carpentier hizo reemplazos de válvulas cardíacas de las válvulas del corazón de los cerdos, que son pre-tratadas con glutaraldehído para embobar la respuesta inmune. Más de 300.000 personas reciben reemplazos de válvulas cardíacas derivadas de los diseños de Starr y Carpentier anualmente. Carpentier dijo sobre los avances iniciales de Starr "Antes de su prótesis, los pacientes con enfermedad valvular morirían".
En la década de 1970 los tratamientos con múltiples antibióticos contra la lepra fueron refinados utilizando bacterias de lepra cultivadas en armadillos, y luego se pusieron a prueba en ensayos clínicos en humanos. Hoy en día, el armadillo de nueve bandas todavía se utiliza para cultivar las bacterias que causa la lepra, para los estudios de los proteómica y genómica (el genoma fue terminado en 1998) de las bacterias, a los efectos de mejorar la terapia y el desarrollo de vacunas. La lepra está todavía muy extendida en Brasil, Madagascar, Mozambique, Tanzania, India y Nepal, con más de 400.000 casos al principio de 2004. La bacteria aún no ha sido cultivadas in vitro con el éxito necesario desarrollar tratamientos farmacológicos o vacunas, por lo que ratones y armadillos han sido las fuentes de las bacterias para la investigación.
Los modelos en primates no humanos del sida, VIH-2, SHIV, y SIV en macacos, se han utilizado como un complemento a los esfuerzos de investigación en curso contra el virus. Se evaluó la eficia y toxicología del fármaco tenofovir, y encontró a tratamientos de largo plazo y dosis alta tuvieron efectos adversos que no se encontraron utilizando tratamiento de alta dosis y corto plazo seguido de un tratamiento de dosis baja y largo plazo. Este hallazgo en macacos permitió el establecimiento de regímenes de dosificación humanos. El tratamiento profiláctico con antivirales ha sido evaluado en macacos, debido a que la introducción del virus solo se puede controlar en un modelo animal. El hallazgo de que la profilaxis puede ser eficaz en el bloqueo de la infección ha alterado el tratamiento para las exposiciones ocupacionales, tales como exposiciones de agujas. A estas exposiciones, se le hizo rápidamente seguimiento con medicamentos contra el VIH, esta práctica ha dado lugar a la infección medible por el virus similar al modelo NHP. Del mismo modo, la transmisión de la madre al feto, y su profilaxis fetal con antivirales como el tenofovir y AZT, se ha evaluado en ensayos controlados en macacos, y este conocimiento ha guiado el tratamiento antiviral en las madres embarazadas con VIH. "La comparación y correlación de los resultados obtenidos de estudios en monos y humanos está dando lugar a una validación en crecimiento y reconocimiento de la pertinencia del modelo animal. Aunque cada modelo animal tiene sus limitaciones, los estudios de drogas cuidadosamente diseñados en primates no humanos pueden seguir para avanzar en nuestro conocimiento científico y orientar los futuros ensayos clínicos”.
A lo largo del siglo XX, la investigación que utiliza animales vivos ha dado lugar a muchos otros avances y tratamientos para enfermedades humanas médicos, tales como: las técnicas de trasplante de órganos y medicamentos contra el rechazo del trasplante, la máquina pulmón-corazón los antibióticos como la penicilina, y vacuna contra la tos ferina
Actualmente, la experimentación con animales sigue siendo utilizada en la investigación que pretende resolver los problemas médicos de la enfermedad de Alzheimer, la esclerosis múltiple, la lesión en la médula espinal, y muchas más condiciones en las cuales no hay modelo in vitro útil disponible.

### Avances veterinarios
Los ensayos con animales para los estudios veterinarios representan alrededor del cinco por ciento de los animales utilizados en investigación. Tratamientos para cada una de las siguientes enfermedades de los animales han derivado de los estudios en animales: la rabia, el ántrax, el muermo, el virus de la inmunodeficiencia felina (FIV), la tuberculosis la fiebre del ganado de Texas, la peste porcina clásica (el cólera porcino), la dirofilariasis canina y otras infecciones parasitarias
La investigación básica y aplicada en la medicina veterinaria continúa en temas variados, como la búsqueda de la mejora de los tratamientos y vacunas para el virus de la leucemia felina y la mejora en la oncología veterinaria.

## Debate temprano
En 1655, el fisiólogo Edmund O'Meara dice que "la tortura miserable de la vivisección coloca el cuerpo en un estado innatural." O'Meara expresó una de las principales objeciones científicas a la vivisección era que el dolor que el sujeto soporta puede interferir con la exactitud de los resultados.

En 1822, la primera ley de protección animal se promulgó en el Parlamento británico, seguido del acta contra la crueldad contra los animales (1876), la primera ley dirigida específicamente a la regulación de la experimentación con animales. La legislación fue promovida por Charles Darwin, quien escribió a Ray Lankester en marzo de 1871:
Usted pregunta acerca de mi opinión sobre la vivisección. Estoy totalmente de acuerdo en que es justificable para investigaciones reales sobre la fisiología; pero no por mera curiosidad condenable y detestable. Es un tema que me pone enfermo de horror, así que no voy a decir nada más al respecto, de lo contrario no voy a dormir esta noche."
La oposición a la utilización de animales en la investigación médica surgió en los Estados Unidos durante la década de 1860, cuando Henry Bergh fundó la Sociedad Americana para la Prevención de la Crueldad contra los Animales (ASPCA. La primera organización específicamente anti-vivisección de Estados Unidos sería la Sociedad anti-vivisección Americana (AAVS), fundada en 1883.
En el Reino Unido, un artículo en el Medical Times and Gazette el 28 de abril de 1877, indica que los activistas contra la vivisección, principalmente clérigos, habían preparado una serie de carteles titulada: "Esta es la vivisección", "Este es un perro vivo" y "Se trata de un conejo vivo", que representa a los animales en unas poses que se dice que se sacoron de la obra de Elias von Cyon en San Petersburgo, aunque el artículo dice que las imágenes difieren de los originales. Afirma que no más del 10 o una docena de hombres participaron activamente en la experimentación con animales en el Reino Unido en ese momento.
Los anti-viviseccionistas de ese tiempo, en general, creían que la propagación de la misericordia fue la gran causa de la civilización, y que la vivisección era cruel. Sin embargo, en los EE. UU., los esfuerzos de los anti-viviseccionistas fueron derrotados en cada legislatura debido al amplio apoyo de un público informado en el uso cuidadoso y juicioso de los animales. El movimiento anti-viviseccionista temprano en los EE. UU. disminuyó enormemente en los años 1920, potencialmente causada por una variedad de factores, incluyendo la oposición de la comunidad médica, enormes mejoras en la medicina a través de la utilización de animales, y la tendencia de los anti-viviseccionistas a la tergiversación y la exageración, su uso de referencias imprecisas, vagas y anticuadas. En general, este movimiento no tuvo éxito legislativo de Estados Unidos. La aprobación de la Ley de Bienestar del Animal de Laboratorio, en 1966 estaba más centrado en la protección del bienestar de los animales que se utilizan en todos los campos, incluyendo la investigación, la producción de alimentos, el desarrollo de productos de consumo, etc.
En el otro lado del debate, los partidarios de la experimentación con animales sostuvo que los experimentos con animales son necesarios para avanzar en el conocimiento médico y biológico y para garantizar la seguridad de los productos destinados al consumo humano y animal. Los fundadores, en 1831, del Zoo de Dublín, el zoológico más antiguo de Dublín -el cuarto en Europa, después del de Viena, París y Londres, eran miembros de la profesión médica, interesados en el estudio de los animales, tanto mientras estaban vivos y cuando estaban muertos. Claude Bernard, conocido como el "príncipe de los vivisectores"  y el padre de la fisiología, cuya esposa, Marie Françoise Martin, fundó la primera sociedad anti-vivisección en Francia en 1883 escribió en 1865 que " la ciencia de la vida es una sala magnífica y deslumbrantemente iluminada que puede ser alcanzado solo al pasar por una cocina larga y espantosa” argumentando que" los experimentos con animales ... son del todo concluyentes para la toxicología y la higiene del hombre .. .los efectos de estas sustancias son los mismos en el hombre como en los animales, a excepción de las diferencias en el dosaje”. Bernard estableció la experimentación con animales en el marco del método científico. En 1896, el fisiólogo y el médico Dr. Walter B. Cannon dijo "Los anti-viviseccionistas son el segundo de los dos tipos de personas que Theodore Roosevelt describió cuando dijo:" El sentido común sin conciencia puede conducir a la delincuencia, pero la conciencia y sin sentido común puede llevar a la locura, que es la sirvienta de la delincuencia."

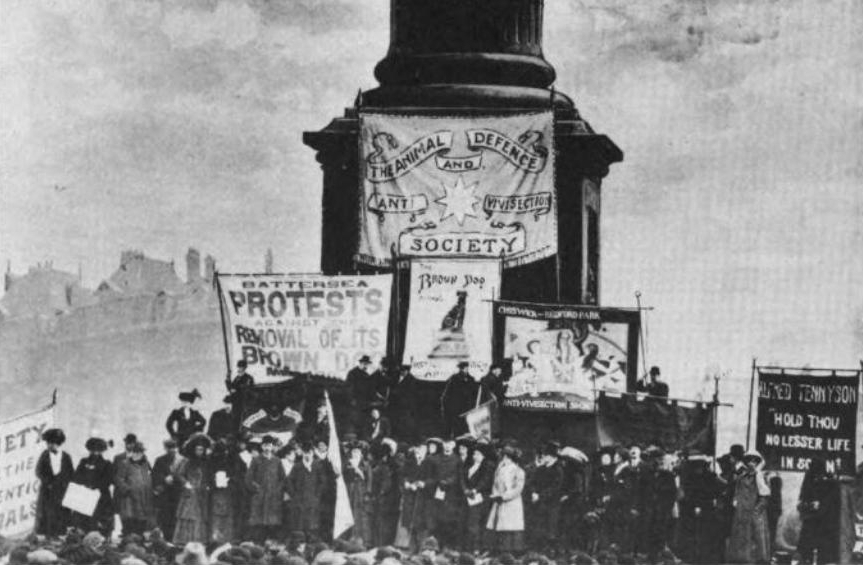
Protesta contra la remoción de la estatua en 1910 en la plaza Trafalgar

Estas divisiones entre los grupos de experimentación animal a favor y en contra atrajo por primera vez la atención del público durante el caso del perro marrón en el siglo XX, cuando cientos de estudiantes de medicina se enfrentaron con los anti-vivisección y la policía contra un monumento a los perros viviseccionados.